# Astracantha crassinervia
Astracantha crassinervia är en ärtväxtart som först beskrevs av Pierre Edmond Boissier, och fick sitt nu gällande namn av Dieter Podlech. Astracantha crassinervia ingår i släktet Astracantha och familjen ärtväxter. Inga underarter finns listade i Catalogue of Life.